# Ectropis albolimbata
Ectropis albolimbata là một loài bướm đêm trong họ Geometridae.